# 膝瘤
膝瘤（しつりゅう、英:knee boil/capped knee）とは腕関節前面の慢性皮下粘液嚢腫。牛に多く発生し、馬での発生は稀である。腕関節前面に限局性、波動性の腫瘤が発生し、徐々に増大する。通常は腫瘤には熱感や疼痛を伴わない。治療には原因の除去が最も有効である。